# Saison 2012 de l'équipe cycliste FDJ-BigMat
La saison 2012 de l'équipe cycliste FDJ-BigMat est la seizième de l'équipe dirigée par Marc Madiot. En tant que formation World Tour, l'équipe participe à l'ensemble du calendrier de l'UCI World Tour du Tour Down Under en janvier au Tour de Pékin en octobre. Parallèlement au World Tour, FDJ-BigMat peut participer aux courses des circuits continentaux de cyclisme.
L'équipe FDJ-BigMat remporte des victoires sur le World Tour mais également sur des épreuves de l'UCI Europe Tour et de l'UCI Asia Tour. Vainqueur de la Vattenfall Cyclassics, le meilleur coureur de l'équipe au classement UCI World Tour est Arnaud Démare avec sa soixantième place. L'équipe française termine dix-huitième et dernière du classement par équipes.
Parmi les dix-huit sponsors de l'équipe, le fournisseur de cycles de l'équipe est Lapierre. Il s'agit de la dixième année de collaboration entre l'équipe et la marque de cycles.

## Préparation de la saison 2012

### Sponsors et financement de l'équipe
Le budget de l'équipe FDJ-BigMat pour l'année 2012 est de 10 millions d'euros. La loterie nationale française la Française des Jeux finance l'équipe jusqu'en 2014 alors que la société BigMat, spécialisée en matériaux de construction, est engagée jusqu'en fin 2012. La Française des Jeux est présente dans l'équipe depuis sa création depuis 1997 alors qu'il s'agit de la première saison de BigMat International dans cette formation qui apporte 2 millions d'euros,,La filiale française de BigMat parraine de son côté l'équipe BigMat-Auber 93 depuis 2010.

### Arrivées et départs
| Arrivées        | Équipe 2011        |
| --------------- | ------------------ |
| David Boucher   | Omega Pharma-Lotto |
| Arnaud Démare   | CC Nogent-sur-Oise |
| Kenny Elissonde | CC Étupes          |
| Gabriel Rasch   | Garmin-Cervélo     |
| Jussi Veikkanen | Omega Pharma-Lotto |

| Départs           | Équipe 2012   |
| ----------------- | ------------- |
| Olivier Bonnaire  | retraite      |
| Gianni Meersman   | Lotto-Belisol |
| Wesley Sulzberger | GreenEDGE     |

## Coureurs et encadrement technique

### Effectif
| Cycliste           | Date de naissance | Nationalité | Équipe 2011        |
| ------------------ | ----------------- | ----------- | ------------------ |
| William Bonnet     | 25 juin 1982      | France      | FDJ                |
| David Boucher      | 17 mars 1980      | France      | Omega Pharma-Lotto |
| Nacer Bouhanni     | 25 juillet 1990   | France      | FDJ                |
| Sandy Casar        | 2 février 1979    | France      | FDJ                |
| Steve Chainel      | 6 septembre 1983  | France      | FDJ                |
| Arnaud Courteille  | 13 mars 1989      | France      | FDJ                |
| Mickaël Delage     | 6 août 1985       | France      | FDJ                |
| Arnaud Démare      | 26 août 1991      | France      | CC Nogent-sur-Oise |
| Kenny Elissonde    | 22 juillet 1991   | France      | CC Étupes          |
| Pierrick Fédrigo   | 30 novembre 1978  | France      | FDJ                |
| Arnaud Gérard      | 6 octobre 1984    | France      | FDJ                |
| Anthony Geslin     | 9 juin 1980       | France      | FDJ                |
| Frédéric Guesdon,  | 14 octobre 1971   | France      | FDJ                |
| Yauheni Hutarovich | 29 novembre 1983  | Biélorussie | FDJ                |
| Arnold Jeannesson  | 15 janvier 1986   | France      | FDJ                |
| Matthieu Ladagnous | 12 décembre 1984  | France      | FDJ                |
| Francis Mourey     | 8 décembre 1980   | France      | FDJ                |
| Yoann Offredo,     | 12 novembre 1986  | France      | FDJ                |
| Rémi Pauriol       | 4 avril 1982      | France      | FDJ                |
| Cédric Pineau      | 8 mai 1985        | France      | FDJ                |
| Thibaut Pinot      | 29 mai 1990       | France      | FDJ                |
| Gabriel Rasch      | 8 avril 1976      | Norvège     | Garmin-Cervélo     |
| Dominique Rollin   | 29 octobre 1982   | Canada      | FDJ                |
| Anthony Roux       | 18 avril 1987     | France      | FDJ                |
| Jérémy Roy         | 22 juin 1983      | France      | FDJ                |
| Geoffrey Soupe     | 22 mars 1988      | France      | FDJ                |
| Benoît Vaugrenard  | 5 janvier 1982    | France      | FDJ                |
| Jussi Veikkanen    | 29 mars 1981      | Finlande    | Omega Pharma-Lotto |
| Arthur Vichot      | 26 novembre 1988  | France      | FDJ                |
| Stagiaire          | Date de naissance | Nationalité | Équipe 2012        |
| Sébastien Bergeret | 22 janvier 1992   | France      | VC Toucy           |
| Eduardo Sepúlveda  | 13 juin 1991      | Argentine   |                    |
| Émilien Viennet    | 6 février 1992    | France      | CC Étupes          |

## Bilan de la saison

### Victoires

#### Sur route
| Date       | Course                                          | Pays        | Classe | Vainqueur          |
| ---------- | ----------------------------------------------- | ----------- | ------ | ------------------ |
| 01/02/2012 | 1re étape de l'Étoile de Bessèges               | France      | 2.1    | Nacer Bouhanni     |
| 10/02/2012 | 6e étape du Tour du Qatar                       | Qatar       | 2.HC   | Arnaud Démare      |
| 26/02/2012 | Boucles du Sud Ardèche                          | France      | 1.1    | Rémi Pauriol       |
| 29/02/2012 | Le Samyn                                        | Belgique    | 1.1    | Arnaud Démare      |
| 04/03/2012 | 2e étape des Trois Jours de Flandre-Occidentale | Belgique    | 2.1    | Arnaud Démare      |
| 18/03/2012 | Cholet-Pays de Loire                            | France      | 1.1    | Arnaud Démare      |
| 25/03/2012 | 3e étape du Critérium international             | France      | 2.HC   | Pierrick Fédrigo   |
| 16/05/2012 | 1re étape du Circuit de Lorraine                | France      | 2.1    | Nacer Bouhanni     |
| 20/05/2012 | Classement général du Circuit de Lorraine       | France      | 2.1    | Nacer Bouhanni     |
| 08/06/2012 | 5e étape du Critérium du Dauphiné               | France      | WT     | Arthur Vichot      |
| 15/06/2012 | 2e étape de la Route du Sud                     | France      | 2.1    | Arnaud Démare      |
| 20/06/2012 | Halle-Ingooigem                                 | Belgique    | 1.1    | Nacer Bouhanni     |
| 24/06/2012 | Championnat de France sur route                 | France      | CN     | Nacer Bouhanni     |
| 24/06/2012 | Championnat de Biélorussie sur route            | Biélorussie | CN     | Yauheni Hutarovich |
| 08/07/2012 | 8e étape du Tour de France                      | France      | WT     | Thibaut Pinot      |
| 16/07/2012 | 15e étape du Tour de France                     | France      | WT     | Pierrick Fédrigo   |
| 21/07/2012 | 1re étape du Tour de Wallonie                   | Belgique    | 2.HC   | Nacer Bouhanni     |
| 02/08/2012 | 2e étape de Paris-Corrèze                       | France      | 2.1    | Kenny Elissonde    |
| 07/08/2012 | 1re étape du Tour de l'Ain                      | France      | 2.1    | Yauheni Hutarovich |
| 08/08/2012 | 2ea étape du Tour de l'Ain                      | France      | 2.1    | Yauheni Hutarovich |
| 11/08/2012 | 5e étape du Tour de l'Ain                       | France      | 2.1    | Thibaut Pinot      |
| 17/08/2012 | 4e étape du Tour du Limousin                    | France      | 2.HC   | Jérémy Roy         |
| 19/08/2012 | Vattenfall Cyclassics                           | Allemagne   | WT     | Arnaud Démare      |
| 30/09/2012 | 4e étape de l'Eurométropole Tour                | Belgique    | 2.1    | Nacer Bouhanni     |

#### En cyclo-cross
| Date       | Course                                                      | Pays   | Classe | Vainqueur         |
| ---------- | ----------------------------------------------------------- | ------ | ------ | ----------------- |
| 22/01/2012 | Cyclo-cross International du Mingant, Lanarvily             | France | C2     | Arnold Jeannesson |
| 16/09/2012 | Süpercross Baden, Baden                                     | Suisse | C1     | Francis Mourey    |
| 07/10/2012 | Cyclo-cross International d'Aigle, Aigle                    | Suisse | C2     | Francis Mourey    |
| 14/10/2012 | Challenge la France cycliste de cyclo-cross #1, Saverne     | France | C2     | Francis Mourey    |
| 01/11/2012 | Cyclo-cross international de Marle, Marle                   | France | C2     | Francis Mourey    |
| 11/11/2012 | Internationales Radquer Frenkendorf, Frenkendorf            | Suisse | C2     | Francis Mourey    |
| 18/11/2012 | Challenge la France cycliste de cyclo-cross #2, Besançon    | France | C2     | Francis Mourey    |
| 09/12/2012 | Challenge la France cycliste de cyclo-cross #3, Pontchâteau | France | C2     | Francis Mourey    |
| 26/12/2012 | Internationales Radquer Dagmersellen, Dagmersellen          | Suisse | C2     | Francis Mourey    |
| 30/12/2012 | GP 5 Sterne Region, Beromünster                             | Suisse | C2     | Francis Mourey    |

### Résultats sur les courses majeures
Les tableaux suivants représentent les résultats de l'équipe dans les principales courses du calendrier international (les cinq classiques majeures et les trois grands tours). Pour chaque épreuve est indiqué le meilleur coureur de l'équipe, son classement ainsi que les accessits glanés par FDJ-BigMat sur les courses de trois semaines.

#### Classiques
| Classique            | Milan-San Remo       | Tour des Flandres        | Paris-Roubaix            | Liège-Bastogne-Liège | Tour de Lombardie    |
| -------------------- | -------------------- | ------------------------ | ------------------------ | -------------------- | -------------------- |
| Coureur (classement) | Anthony Geslin (27e) | Matthieu Ladagnous (16e) | Matthieu Ladagnous (12e) | Arthur Vichot (21e)  | Aucun coureur classé |

#### Grands tours
| Grand tour           | Tour d'Italie     | Tour de France                                           | Tour d'Espagne     |
| -------------------- | ----------------- | -------------------------------------------------------- | ------------------ |
| Coureur (classement) | Sandy Casar (25e) | Thibaut Pinot (10e)                                      | Rémi Pauriol (23e) |
| Accessits            | -                 | 2 victoires d'étapes (Thibaut Pinot et Pierrick Fédrigo) | -                  |

### Classement UCI
L'équipe FDJ-BigMat termine à la dix-huitième place du World Tour avec 248 points. Ce total est obtenu par l'addition des points des cinq meilleurs coureurs de l'équipe au classement individuel que sont Arnaud Démare, 60e avec 87 points, Thibaut Pinot, 62e avec 85 points, Arnold Jeannesson, 93e avec 40 points, Pierrick Fédrigo, 130e avec 20 points, et Matthieu Ladagnous, 141e avec 14 points,. Le championnat du monde du contre-la-montre par équipes terminé à la 22e place ne rapporte aucun point à l'équipe.
| Rang | Coureur            | Points |
| ---- | ------------------ | ------ |
| 60   | Arnaud Démare      | 87     |
| 62   | Thibaut Pinot      | 85     |
| 93   | Arnold Jeannesson  | 40     |
| 130  | Pierrick Fédrigo   | 20     |
| 141  | Matthieu Ladagnous | 14     |
| 146  | Sandy Casar        | 14     |
| 147  | Nacer Bouhanni     | 13     |
| 150  | Steve Chainel      | 10     |
| 173  | Arthur Vichot      | 7      |
| 175  | Yauheni Hutarovich | 7      |
| 186  | Jérémy Roy         | 5      |
| 197  | Geoffrey Soupe     | 4      |